# Наримановка (Кировоградская область)
Наримановка (укр. Нариманівка) — село в Устиновской поселковой общине Кропивницкого района Кировоградской области Украины.
До 2020 года входило в Устиновский район
Население по переписи 2001 года составляло 16 человек. Почтовый индекс — 28630. Телефонный код — 5239. Код КОАТУУ — 3525886703.